# Clifford Chance
Clifford Chance este cea mai mare firmă de avocatură din lume.
La nivel global compania are 30 de birouri în 21 de țări și peste 3.800 de avocați.
Clifford Chance este prezentă în Europa Centrală și de Est încă din anul 1991, când a fost înființat biroul din Moscova.
De atunci, prezența regională a crescut în mod constant, ajungând să cuprindă în prezent 36 de parteneri și peste 320 de avocați în birourile din București, Budapesta, Moscova, Praga, Varșovia și Kiev.
Clifford Chance a deschis un birou și în București în anul 2006 pe baza asocierii cu Badea & Asociații.